# Tian Han
Pour les articles homonymes, voir Han.
Tian Han (田汉, 12 mars 1898 - 10 décembre 1968) est un écrivain chinois de la période moderne qui est considéré par les historiens du théâtre comme l'un des trois fondateurs de l'art dramatique parlé en Chine, avec Hong Shen et Ouyang Yuqian. Tian Han participe au mouvement nationaliste du 4 mai 1919 dirigé contre les prétentions de l'empire du Japon.
Dramaturge, il fut le principal créateur en Chine du théâtre parlé (话剧) de type occidental. Il est l'auteur des paroles de l'hymne national chinois, La Marche des Volontaires. Il écrivit une pièce de théâtre pour justifier la présence de la Chine au Tibet, pièce intitulée Princesse Wencheng qu'il écrivit à la demande de Zhou Enlai. Il est mort en prison durant la révolution culturelle.